# Skyline (film, 1931)
Pour les articles homonymes, voir Skyline.
Pour plus de détails, voir Fiche technique et Distribution.
Skyline est un film américain réalisé par Sam Taylor, sorti en 1931.

## Fiche technique
- Titre : Skyline
- Réalisation : Sam Taylor
- Scénario : William Anthony McGuire, Dudley Nichols et Kenyon Nicholson (en) d'après le roman de Felix Riesenberg (en)
- Photographie : John J. Mescall
- Montage : Harold D. Schuster
- Musique : George Lipschultz
- Pays d'origine : États-Unis
- Format : Noir et blanc - 1,33:1
- Genre : drame
- Durée : 68 minutes
- Date de sortie : 1931

## Distribution
- Thomas Meighan : Gordon A. McClellan
- Hardie Albright : John Breen
- Maureen O'Sullivan : Kathleen Kearny
- Myrna Loy : Paula Lambert
- Stanley Fields : Captain Breen
- Jack Kennedy : Kearny
- Robert McWade : Juge West
- Don Dillaway : Gerry Gaige
- Alice Ward : Mme Kearny
- Dorothy Peterson : Rose Breen